# Kiel Brown
Kiel Brown, né le 4 mai 1984 à Toowoomba, est un joueur australien de hockey sur gazon.

## Palmarès
- Médaille de bronze aux Jeux olympiques de Pékin en 2008[1]